# Gmina Kasepää
Gmina Kasepää (est. Kasepää vald) – gmina wiejska w Estonii, w prowincji Jõgeva.
W skład gminy wchodzi:
- 8 wsi: Kaasiku, Kasepää, Kükita, Metsaküla, Nõmme, Omedu, Raja, Tiheda.